# Limburgia (kraina historyczna)

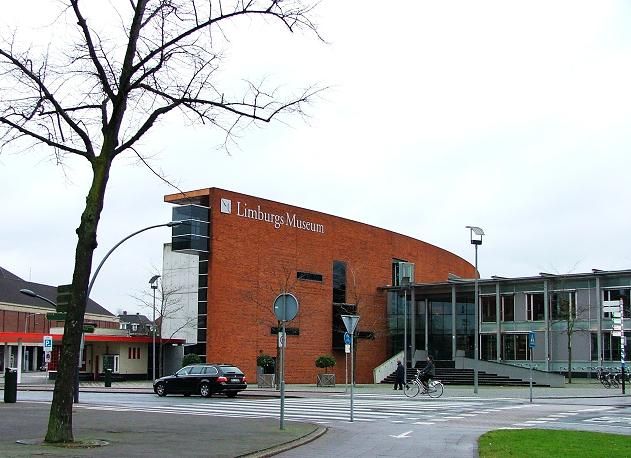
Muzeum Limburskie w Venlo (Niderlandy).

Limburgia (nld. Limburg, fr. Limbourg) – kraina historyczna i geograficzna w Niderlandach o powierzchni około 4636 km², której nazwa pochodzi od nazwy miasta Limbourg (nl. Limburg) w dzisiejszej Belgii.
W 1839 r. Limburgia została podzielona granicą belgijsko-niderlandzką i do dzisiaj jest prowincją w obu państwach:
- belgijska część Limburgii – prowincja w północno-wschodniej Belgii, w Regionie Flamandzkim (Flandrii) ze stolicą w Hasselt,
- niderlandzka część Limburgii – prowincja w południowo-wschodnich Niderlandach ze stolicą w Maastricht.

Językiem limburskim posługuje się około 1,6 miliona ludzi w Niderlandach, Belgii oraz Niemczech. W niderlandzkiej części Limburgii język ten posiada oficjalny status języka regionalnego.